# Bains de la Caille
Pour les articles homonymes, voir Caille (homonymie).

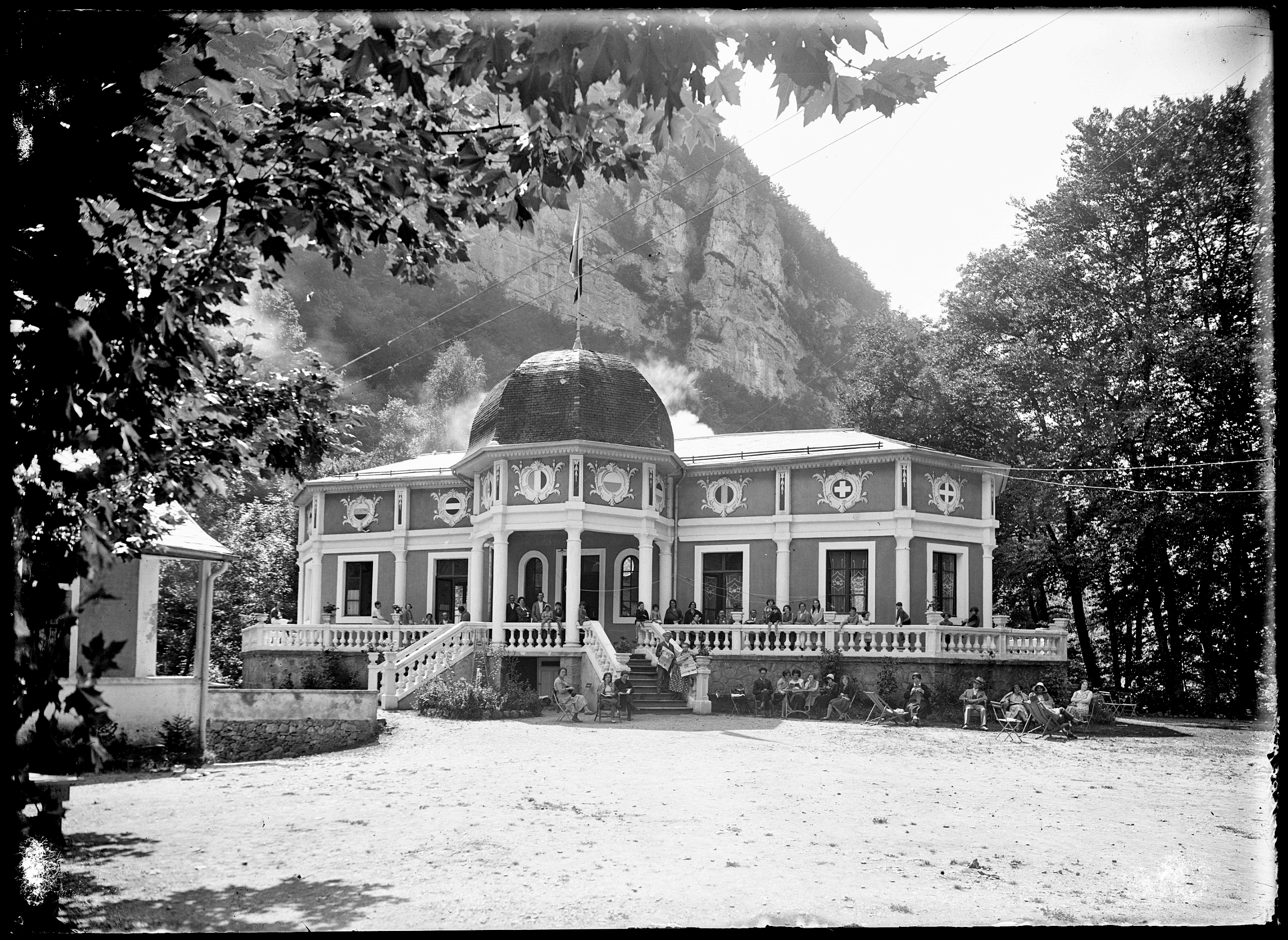
Le casino des bains de la Caille entre 1880 et 1898.

Les bains de la Caille sont d'anciens bains thermaux aujourd'hui désaffectés, situés dans les gorges des Usses, sur la commune de Cruseilles en Haute-Savoie.  
Probablement déjà connus des Romains, ils sont alimentés par deux sources sulfureuses qui jaillissent au fond de la vallée des Usses, en aval des ponts de la Caille. Ces bains sont exploités à plusieurs reprises au moins depuis le Moyen Âge. Ils sont réellement aménagés à partir du milieu du XIXe siècle mais ne sont plus exploités depuis les années 1960, leur situation encaissée dans les gorges, le débit et la température modérés des sources n'ayant pas favorisé la pérennité de l'établissement.

## Caractéristiques

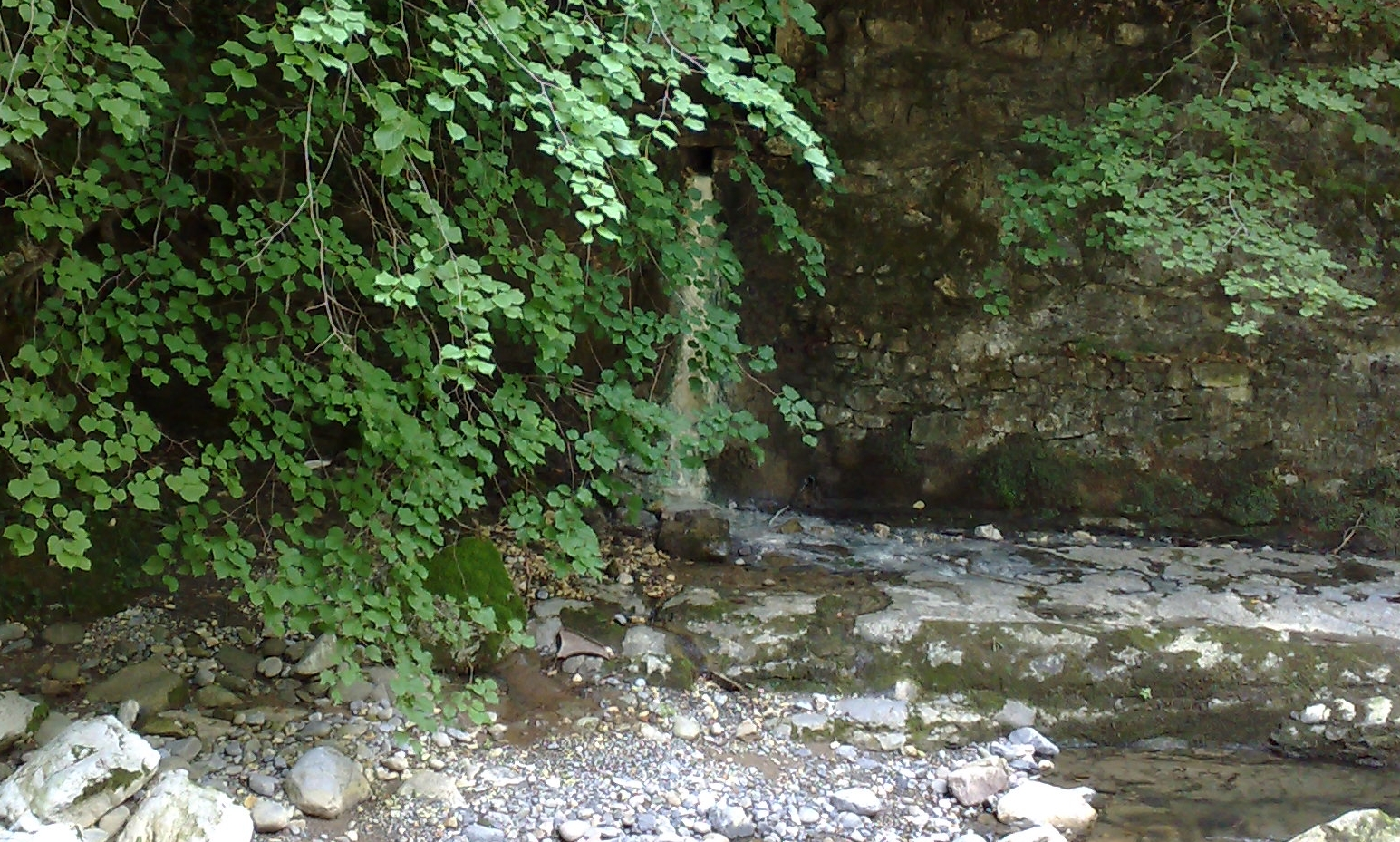
Une des sources sulfureuses.

Les sources sont situées en rive gauche des Usses, sur le territoire de la commune d'Allonzier-la-Caille, et l'ancien établissement de bains essentiellement en rive droite, sur la commune de Cruseilles.
Les bains de la Caille ont été reliés par une route descendant d'Allonzier-la-Caille, reliée à la route d'Annecy. Celle-là n'est plus exploitée, et a subi des éboulements. Le site est actuellement accessible par un chemin à partir de Cruseilles.

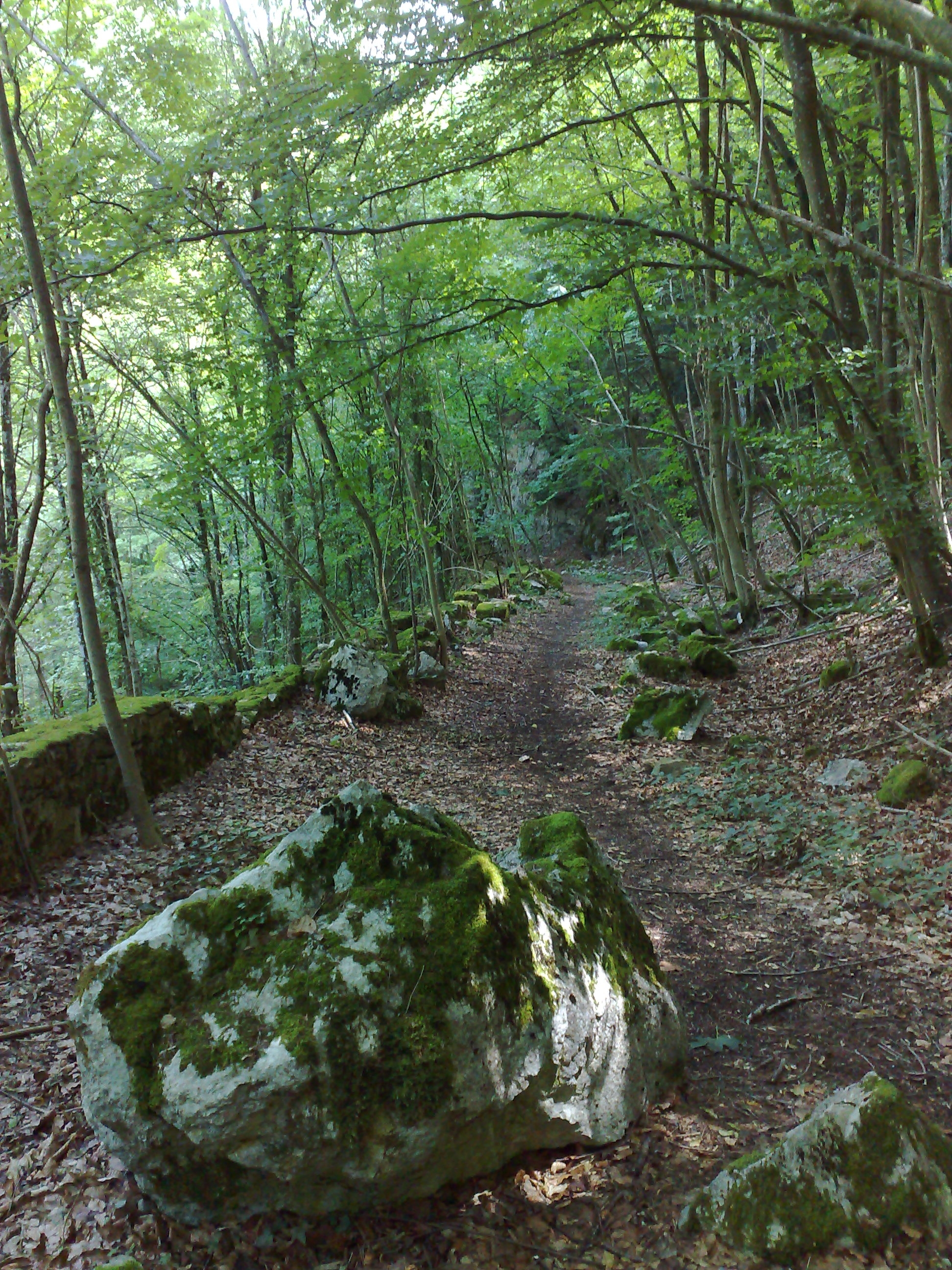
Ancienne route des bains de la Caille.

Les eaux sont sulfureuses, alcalines, gazeuses, chaudes à 24 °Ré soit 30 °C. On les utilise en boisson, bains, douches et bains de vapeur. Elles se troublent dès qu’elles sont exposées au contact de l’air et dégagent alors une odeur très caractéristique.
Elles s’échappent en deux sources des bases calcaires de la montagne dite « du Châtelard ». Leur débit d'environ cent litres d'eau par minute correspond par exemple au contenu d’un bain par minute. Elles se digèrent facilement ; aussi, les malades peuvent en boire 8 à 12 verres par jour. On les emploie plus particulièrement contre les maladies de la peau, des articulations, gouttes, rhumatismes, le scrofule, engorgement interne et externe, vapeurs, migraines, etc. 

## Histoire
En 1447, Jean Tournier, de Genève, obtient du Duc Louis de Savoie l’autorisation de remettre les sources en exploitation. Il semble avoir ensuite cédé sa concession à son compatriote Jean Burquelin. Les bains sont encore exploités en 1475. Ils sont par la suite abandonnés.
Au XVIIIe siècle, une enquête de l’intendant du Genevois signale : « on dit qu’il y a dans l’étendue de cette communauté (Allonzier) au lieu appelé "vers les bains" une source d’eau soufrée ». En 1784, le sieur Bonvoisin, dont les travaux sur le thermalisme faisaient autorité, vient voir ce qu’il en était. Après lui, viennent les docteurs thermalistes Despine, puis Albanis Beaumont en 1791, qui en 1801 attire l’attention de la Société des Arts et des Sciences de Genève. Le préfet d’Eymar ordonne de nouvelles analyses et les eaux de Cherpier, rebaptisées la Caille, voient affluer un nombre croissant de visiteurs.

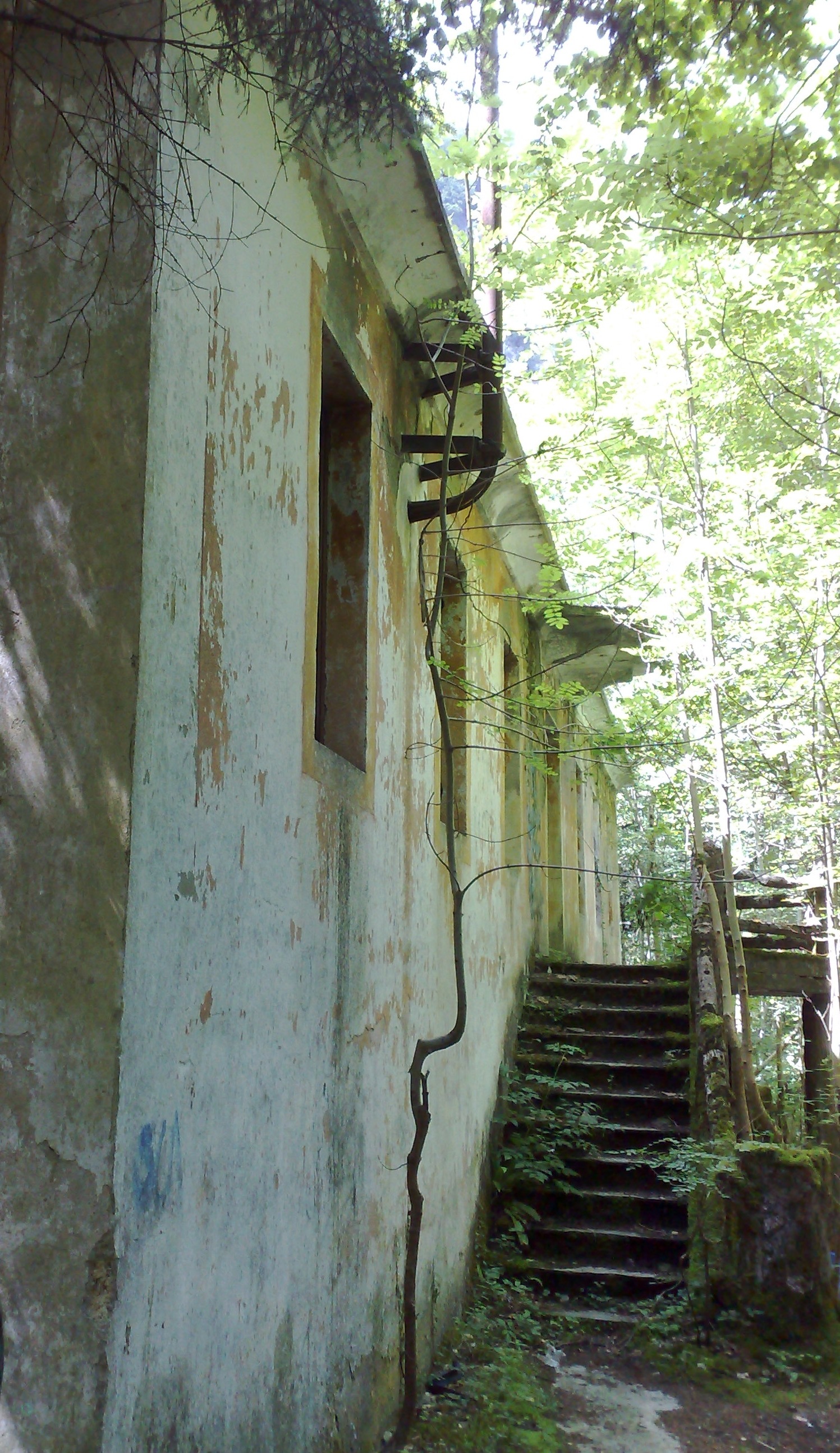
Entrée du bâtiment des bains.

En 1825, Michel Baussand de Copponex, fait élever une baraque pour les baigneurs. Le Conseil municipal de Cruseilles, intéressé, lui octroie une subvention de 400 francs pour améliorer les accès.
Des travaux exécutés en 1847 ont fait apparaître des traces de constructions en brique que l’on a aussitôt attribuées aux Romains. Cette même année, un chanoine d’Annecy-le-Vieux, Bernard Croset-Mouchet, estimant que perdre un tel don du ciel était une faute, sollicite la générosité financière de ses fidèles. La somme obtenue lui permet de se rendre acquéreur des terrains et des sources. Il prend en main la rénovation des bains.

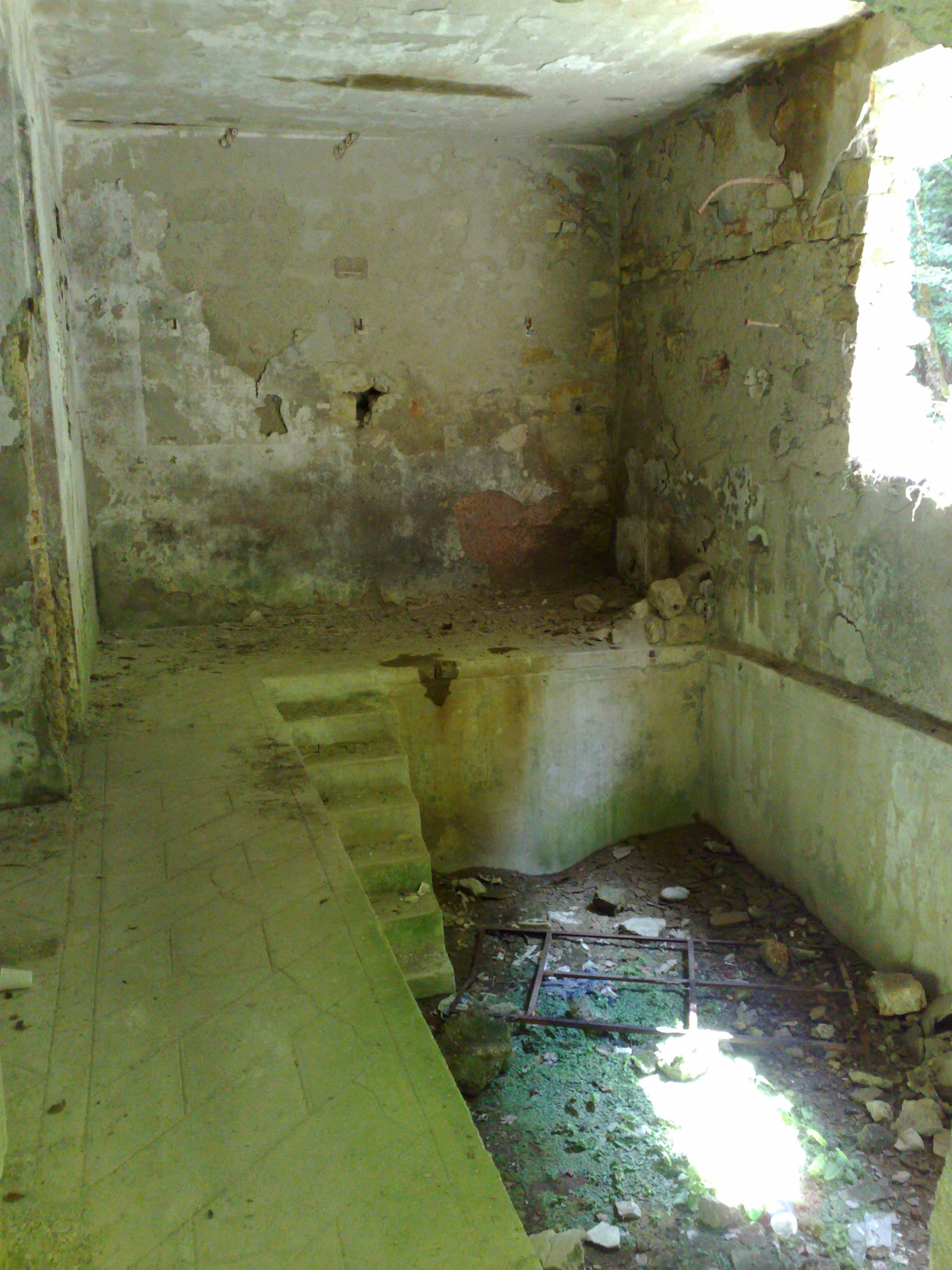
L'un des bassins.

Les travaux débutent en 1848 et se terminent en 1852. Des bâtiments appropriés sont construits : réservoirs, cabines, douches, un hôtel-restaurant modeste mais confortable pour l’époque, un bâtiment administratif qui deviendra plus tard le casino, une chapelle, des dépendances et des écuries. Les sources dégagées sont domestiquées. Pour la première fois, et c’est un important gage sur l’avenir, un chemin carrossable est ouvert dont le départ est situé à proximité du pont suspendu sur la rive gauche des Usses. Vers le milieu du XIXe siècle, quelques années avant la réunion de la Savoie à la France, les bains de la Caille avaient donc repris leur activité. Les bains n'ont alors pas l'ampleur d'une grande station comme Aix-les-Bains, mais ont leur style propre et leur clientèle, provenant notamment de Genève.
Un service spécial de transports de voyageurs depuis Annecy a par ailleurs été exploité. La pente de la voie qui descendait aux bains, imposait cependant d'utiliser un véhicule différent de celui qui faisait la liaison depuis Annecy.

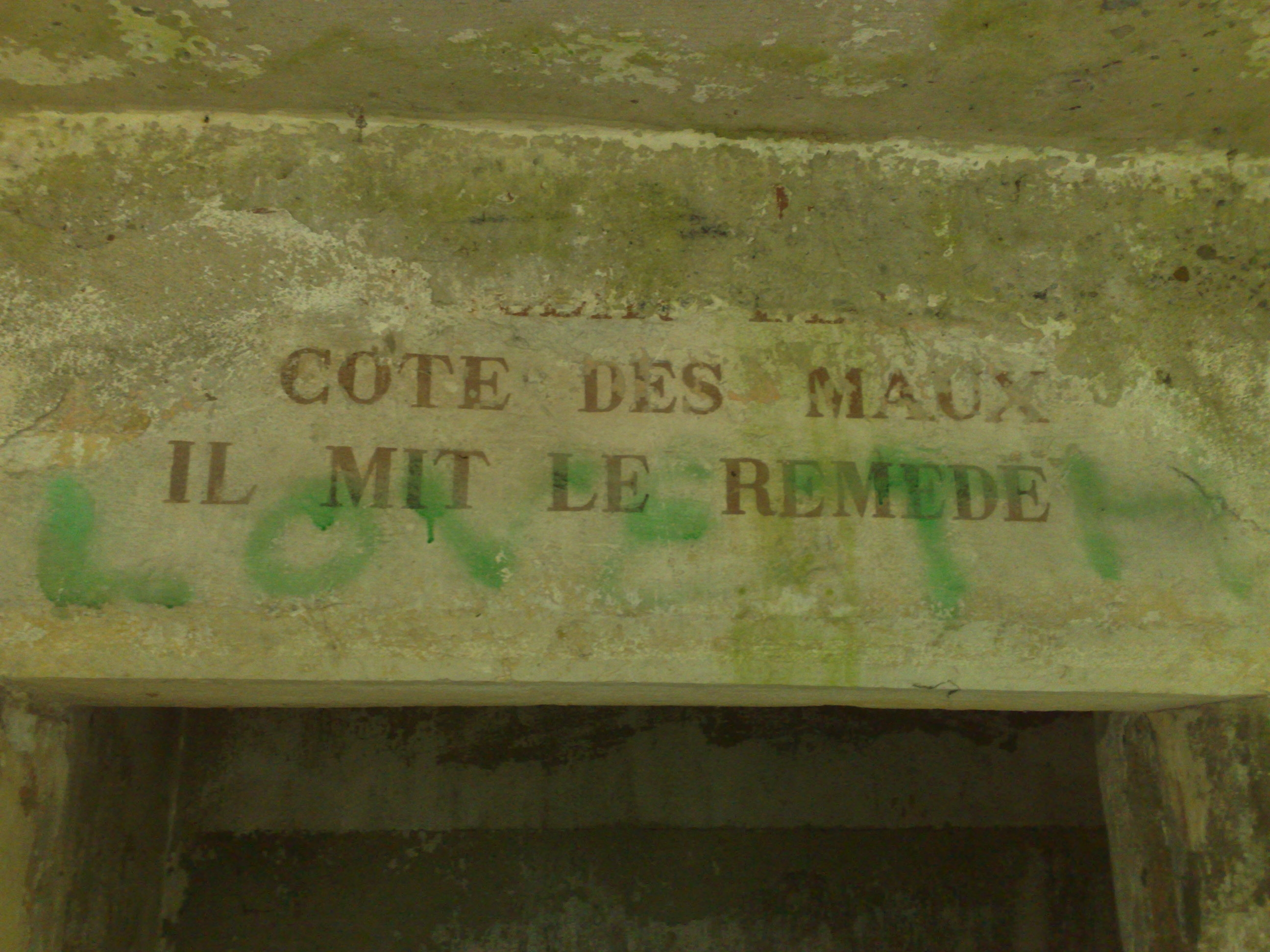
Inscription à l'entrée des bains.

En 1948, l'établissement comprend des cabines pour bains et douches, et une salle d'attente confortable. Des chambres de repos y seront adjointes dans un court délai. Le site comprend une chapelle, alors restaurée, une madone sculptée par Constant Demaison, un casino et en retrait, une réplique de la grotte de Lourdes.
L’exploitation des bains s’arrête définitivement vers les années 1960. Les bâtiments sont alors en partie détruits, et il en subsiste des ruines, dont l’ancienne piscine à l'entrée de laquelle on peut encore lire l’inscription « BENI SOIT DIEU QUI FIT JAILLIR LES SOURCES. À CÔTE DES MAUX, IL MIT LE REMEDE ».